# Донаван Брейзер
Донаван Брейзер (англ. Donavan Brazier, нар. 15 квітня 1997) — американський легкоатлет, який спеціалузіється в бігу на середні дистанції, рекордсмен Америки.
9 лютого 2019 встановив рекорд Північної та Центральної Америки та країн Карибського басейну з бігу на 800 метрів у приміщенні (1.44,41). Попереднє досягнення належало з 1992 співвітчизнику Джонні Грею (1.45,00).
24 лютого 2019 встановив вище світове досягнення з бігу на 600 метрів в приміщенні (1.13,77), перевершивши попереднє досягнення кенійця Майкла Саруні (1.14,79).
1 жовтня 2019 здобув «золото» світової першості в Досі на 800-метровій дистанції з новим рекордом Північної та Центральної Америки та країн Карибського басейну (1.42,34), перевершивши попереднє досягнення співвітчизника Джонні Грея (1.42,60).
8 лютого 2020 на «Millrose Games» у Нью-Йорку покращив власний рекорд Північної та Центральної Америки та країн Карибського басейну з бігу на 800 метрів у приміщенні (1.44,25).